# Cantone di Pléneuf-Val-André
Il Cantone di Pléneuf-Val-André è una divisione amministrativa dell'Arrondissement di Dinan e dell'Arrondissement di Saint-Brieuc.
A seguito della riforma approvata con decreto del 13 febbraio 2014, che ha avuto attuazione dopo le elezioni dipartimentali del 2015, è passato da 5 a 10 comuni.

## Composizione
I 5 comuni facenti parte prima della riforma del 2014 erano:
- Erquy
- Planguenoual
- Pléneuf-Val-André
- Plurien
- Saint-Alban

Posizione del cantone nel dipartimento delle Côtes-d'Armor

Dal 2015 i comuni appartenenti al cantone sono i seguenti 10:
- La Bouillie
- Erquy
- Fréhel
- Hénanbihen
- Matignon
- Planguenoual
- Pléboulle
- Pléneuf-Val-André
- Plévenon
- Plurien
- Ruca
- Saint-Alban
- Saint-Cast-le-Guildo
- Saint-Denoual
- Saint-Pôtan